# ان‌جی‌سی ۵۸۲۱
ان‌جی‌سی ۵۸۲۱ یک کهکشان است.